# Cherburgo-en-Cotentin
Cherburgo-en-Cotentin (en francés Cherbourg-en-Cotentin) es una comuna nueva francesa situada en el departamento de Mancha, de la región de Normandía.

## Geografía
Está ubicada en el norte de la península del Cotentin, en la costa del canal de la Mancha, a 300 km al noroeste de París.

## Historia
Fue creada el 1 de enero de 2016, en aplicación de una resolución del prefecto de Mancha de 1 de diciembre de 2015 con la unión de todas las comunas que formaban la comunidad urbana de Cherburgo: Cherburgo-Octeville, Équeurdreville-Hainneville, La Glacerie, Querqueville y Tourlaville, pasando a estar el ayuntamiento en la antigua comuna de Cherburgo-Octeville.

## Demografía
| Gráfica de evolución demográfica de Cherburgo-en-Cotentin entre 1800 y 2013 |
|                                                                             |

Los datos entre 1800 y 2013 son el resultado de sumar los parciales de las cinco comunas que forman la nueva comuna de Cherburgo-en-Cotentin, cuyos datos se han cogido de 1800 a 1999, para las comunas de Cherburgo-Octeville, Équeurdreville-Hainneville, La Glacerie, Querqueville, y Tourlaville de la página francesa EHESS/Cassini. Los demás datos se han cogido de la página del INSEE.

## Composición
| Comuna delegada            | Código INSEE | Población (2013) | Superficie (km²) | Densidad (hab./km²) |
| -------------------------- | ------------ | ---------------- | ---------------- | ------------------- |
| Cherburgo-Octeville        | 50129        | 37055            | 14.26            | 2599                |
| Équeurdreville-Hainneville | 50173        | 17175            | 12.83            | 1339                |
| La Glacerie                | 50203        | 5794             | 18.70            | 310                 |
| Querqueville               | 50416        | 5052             | 5.56             | 909                 |
| Tourlaville                | 50602        | 15902            | 17.19            | 925                 |